# EA Trax
EA Trax é o título das trilhas sonoras contidas em alguns jogos da EA Games, alguns jogos possuem músicas de artistas e álbuns famosos. As músicas variam de Rap, Hip Hop, Rock e até Música eletrônica, dependendo do jogo. Geralmente o EA Trax está disponível no menu de opções dos jogos, onde o jogador pode escolher as opções e listas de músicas. Alguns artistas do Hip Hop, com grande fama mundial, presentes na EA Trax são: Pharrell Williams, Snoop Dogg, Lady Sovereign, Chingy, T.I., Xzibit, Nate Dogg, ambos na série de jogos Need For Speed, Timbaland com a música The Way I Are no jogo NBA Live, na edição de 2007.
Alguns jogos da Ea Games para o PSP possuem o EA Pocket Trax, o que tem a vantagem de ser utilizados a compatibilidade do PSP com músicas e vídeos, assim os jogadores podem colocar suas próprias músicas disponíveis no PSP nos jogos compatíveis.

## Jogos com EA Trax
Principais jogos com a opção disponível:
- Fifa Séries
- Fifa Street Séries
- Nascar Séries
- Need for Speed Séries
- The Sims Séries